# نركزو خانم
نرکزو خانم هي زوجة السلطان العثماني عبد المجيد الأول. وُلدت في 1830 في أنابا، وتوفيت في 25 أكتوبر 1848 في إسطنبول.